# Jacques Planté (Filmproduzent)
Jacques Marie Henri Planté (* 4. Oktober 1924 in Pau; † 21. November 1989 in Ecquevilly) war ein französischer Schachspieler und Filmproduzent.

## Leben
Planté, der sich 1944 freiwillig für die französische Armee meldete, studierte nach dem Zweiten Weltkrieg Jura und Literatur und arbeitete zunächst als Rechtsanwalt. Er gab den Beruf jedoch auf, um als Filmproduzent tätig zu werden. 
Planté war auch ein starker Schachspieler. Er spielte 1954 beim Freundschaftskampf gegen die Sowjetunion in der französischen Mannschaft und erreichte bei der 1:15-Niederlage seiner Mannschaft gegen Isaak Boleslawski eines der beiden Remisen. 1969 gewann er in Pau die französische Meisterschaft. 
Neben Schach gehörten zu seinen Hobbys Bridge, Tischtennis und Billard, er gewann auch im Bridge die französische Meisterschaft.

## Filmografie
- 1949: Eine Heilige unter Sünderinnen (Au royaume des cieux) Regieassistent
- 1951: Les mousquetaires du roi Produktionsmanager
- 1951: Messalina Produktionsmanager
- 1952: Es begann auf der Straße (Wanda, la peccatrice) Produktionsmanager
- 1955: Das große Manöver (Les grandes manœuvres) Produktionsmanager
- 1957: Die Mausefalle (Porte de Lilas) Produktionsmanager
- 1958: Die Wikinger (The Vikings) Produktionsmanager
- 1958: Cette nuit là... Produktionsmanager
- 1959: Rififi bei den Frauen (Du rififi chez les femmes) Produktionsmanager
- 1960: Der Panther wird gehetzt (Classe tous risques) Produktionsmanager
- 1960: Fortunat Produktionsmanager
- 1961: Alles Gold dieser Welt (Tout l’or du monde) Executive Producer
- 1962: Sonntage mit Sybill (Les Dimanches de Ville d'Avray) Produktionsmanager
- 1963: Le Voyage à Biarritz Executive Producer
- 1973: Le Fils Associate Producer
- 1973: Die Abenteuer des Rabbi Jacob (Les Aventures de Rabbi Jacob) Associate Producer